# Dimitri Bouclier
Pour les articles homonymes, voir Bouclier.
Dimitri Bouclier, né le 19 avril 1989 à Ambilly (Haute-Savoie, France), est un accordéoniste classique français.

## Biographie
Dimitri Bouclier débute l'accordéon à l'âge de 7 ans, fait ses débuts de soliste en récital et est invité en 1re partie de grands concertistes (M-A. Nicolas, François-René Duchable, P. Soave, A. Skliarov, C. Thomain, ...) dès l'âge de 10 ans. Il étudie l'accordéon auprès de son père, Thierry Bouclier, directeur de l'École d'accordéon d'Annemasse et du Genevois et de M. Jacques Mornet, au CNIMA à Saint-Sauves-d'Auvergne.
Il  est lauréat de plusieurs compétitions internationales : Klingenthal, Coupe Mondiale, Trophée Mondial, Castelfidardo. À la suite de cela, il est engagé par l'ancien agent artistique américain de M. Rostropovitch, Yo-Yo Ma, G. Sokolov aux U.S.A.
Le duo qu'il forme avec son frère, Julien Bouclier, violoniste, est également lauréat de plusieurs prix de musique de chambre à Glasgow, Castelfidardo et Roubaix.
Il se produit en concert en récital solo, en musique de chambre et en soliste avec orchestre en France, Suisse, Allemagne, Écosse, Portugal, Italie, Bosnie, Serbie. 
Musicien hors pair avec son frère violoncelliste, Dimitri Bouclier interprète avec grâce le Rondo Capricioso de Zolotarev, une pièce importante du répertoire d’accordéon. 

### Concours et prix
- En 2000, il remporte le concours international Marcel Azzola-Zolotarev d'Aubagne en catégorie concertiste moins de 12 ans.

- En 2003, 1er prix au concours international de Klingenthal (Allemagne) en catégorie concertiste moins de 15 ans[4].

- En 2004, 1er prix au concours « Jeunes Talents » de Montrond-les-Bains, avec le prix Max Francy et le prix André Thépaz[5].

- En 2005, il remporte le prix Alexander Skliarov au concours international de la FAIV ainsi que les deux plus grands concours internationaux d'accordéon : le Trophée mondial à la Bourboule et la Coupe mondiale au Portugal en catégorie Junior Classique (moins de 18 ans)[6].

- En mars 2008, prix international de Montrond-les-Bains en catégorie concertiste senior[5].

- En octobre 2008, à 19 ans, il est lauréat de plusieurs compétitions dans la catégorie senior : Klingenthal, Castelfidardo, Coupe Mondiale à Glasgow et 1er prix à l'unanimité au Trophée mondial à Sarajevo.

- En 2010, il est nommé lauréat à l'unanimité de la fondation Cziffra et en 2013 de la fondation d'entreprise Banque Populaire[7].